# Jörg Vieweg

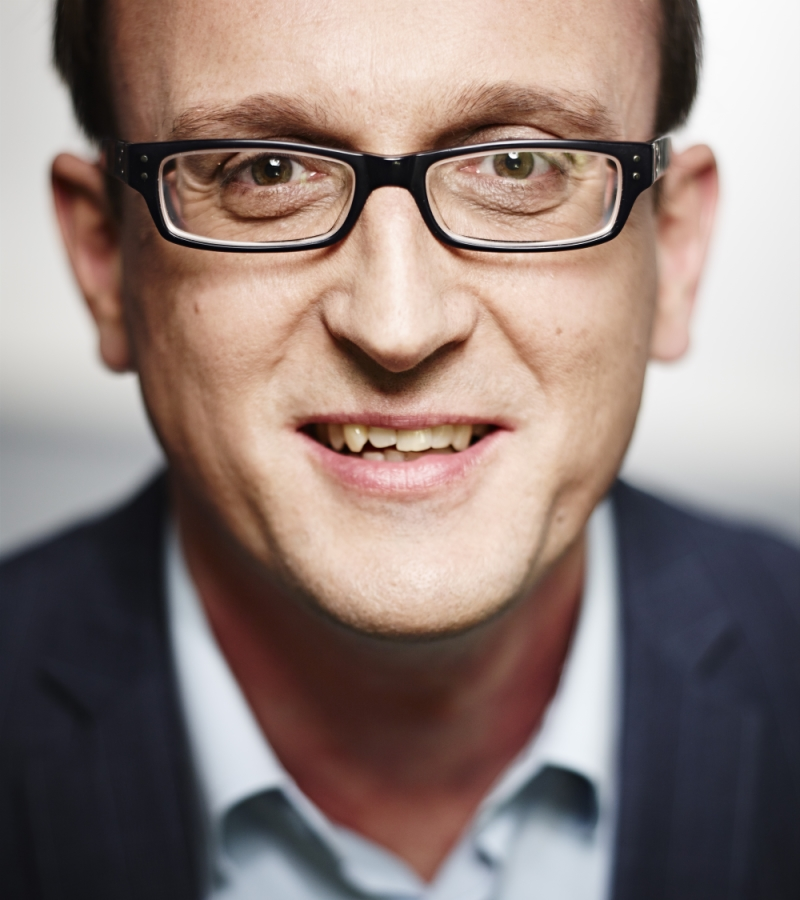
Jörg Vieweg

Jörg Vieweg (* 15. März 1971 in Karl-Marx-Stadt) ist ein deutscher Politiker (SPD) und ehemaliges Mitglied des Sächsischen Landtags.

## Leben
Jörg Vieweg wuchs in seiner Heimatstadt Karl-Marx-Stadt auf. Nach dem Schulbesuch an der Polytechnischen Oberschule „Wenzel Verner“ 1977 bis 1987 absolvierte er bis 1989 eine Facharbeiterausbildung zum Werkzeugmacher. Nach der Deutschen Wiedervereinigung arbeitete Vieweg zunächst von 1991 bis 1992 als Versicherungsfachmann und war zwischen 1992 und 1998 als Büroleiter und Geschäftsführer im Finanzdienstleistungsbereich tätig. Zeitgleich machte Vieweg 1994 eine Ausbildung im Versicherungsbereich.  1999 wechselte er ins Kulturmanagement und leitete bis 2004 das Kulturhaus „Achtermai“ und 2004 bis 2014 das Kultur- und Veranstaltungszentrum „Südbahnhof-Chemnitz“. Im Jahr 2020 wechselte er in die Energiewirtschaft und arbeitet als Projektentwickler im Bereich der erneuerbare Energien.

## Politik
Im Jahr 2001 trat Jörg Vieweg in die SPD ein. Von 2008 bis 2016 war er stellvertretender Vorsitzender der SPD Chemnitz und von 2011 bis 2021 Landesvorsitzender der Arbeitsgemeinschaft Selbständige in der SPD (AGS). Seit 2009 amtiert er als Vorsitzender des SPD-Ortsvereins Chemnitz-Süd.
Bei den Kommunalwahlen in Sachsen 2014 kandidierte Jörg Vieweg auf Listenplatz 1 im Wahlkreis Kappel-Helbersdorf-Morgenleite-Hutholz und wurde erstmals in den Chemnitzer Stadtrat gewählt. Dort ist er Mitglied des Betriebs- und Sozialausschusses, Verbandsrat des Abfallwirtschaftsverbandes Chemnitz, Aufsichtsrat WeTraC Wertstoff-Transport Chemnitz GmbH und umweltpolitischer Sprecher der SPD-Stadtratsfraktion. Bei den Kommunalwahlen in Sachsen 2019 kandidierte er erneut auf Listenplatz 1 im Wahlkreis 6 (Kapellenberg, Kappel, Helbersdorf, Morgenleite, Hutholz). Dort erreichte die SPD mit 14,59 % ihr bestes Ergebnis aller Chemnitzer Wahlkreise. Im Vergleich zur vorherigen Kommunalwahl konnte Vieweg dabei die doppelte Anzahl an Wählerstimmen erringen und wurde wieder in den Chemnitzer Stadtrat gewählt. In der aktuellen Wahlperiode ist Vieweg Mitglied im Ausschuss für Klimaschutz, Umwelt und Sicherheit sowie im Ausschuss für Stadtentwicklung und Mobilität. Darüber hinaus ist er Aufsichtsrat der Grundstücks- und Gebäudewirtschafts-Gesellschaft mbH (GGG), Verbandsrat des Abfallwirtschaftsverbandes Chemnitz (AWVC) und Verbandsrat des Sparkassenzweckverbandes Chemnitz. Auch in der aktuellen Wahlperiode ist Vieweg umweltpolitischer Sprecher seiner Fraktion.
Zur Landtagswahl in Sachsen 2014 trat Vieweg im Wahlkreis Chemnitz 4 an, verpasste mit 14,9 % das Direktmandat, zog aber über die SPD-Landesliste in den 6. Sächsischen Landtag ein. Dort war er Mitglied im Ausschuss für Schule und Sport, im Petitionsausschuss, im Wahlprüfungsausschuss sowie im Europaausschuss. Bei der Landtagswahl 2019 kandidierte Vieweg erneut als Direktkandidat und auf Platz 18 der Landesliste, aber sowohl sein Erststimmenergebnis als auch der Stimmanteil der SPD war für einen Wiedereinzug zu niedrig.

## Ehrenämter
In seinem Heimatstadtteil Helbersdorf gründete Jörg Vieweg 2011 einen Bürgerverein, in dem er als Vorsitzender amtiert. In dieser Funktion hat er an der Gründung einer Bürgerbeteiligungsplattform, dem Bürgernetzwerk Chemnitz-Süd mitgewirkt und ist seit 2011 deren Sprecher.
Vieweg ist Vorsitzender des Auto Club Europa e.V. Kreis Sachsen-Süd (ACE) und Gründungsmitglied der Internationalen Stefan-Heym-Gesellschaft e.V.